# هيئة الطاقة الذرية السورية
هيئة الطاقة الذرية السورية هي جهة عامة ذات طابع علمي، وتضطلع بمسؤولية شاملة عن شؤون الطاقة الذرية وتطبيقاتها السلمية.تأسست هيئة الطاقة الذرية في الجمهورية العربية السورية عام 1976، وبدأت مهامها المؤسساتية فعليًا في عام 1981.
وسوريا عضو في الهيئة العربية للطاقة الذرية.

## المهام الرئيسية للهيئة
تشمل هذه المهام:
- تأهيل الكوادر: إعداد وتدريب المتخصصين في مختلف الفروع العلمية المرتبطة بالطاقة الذرية.
- البحث والتطوير: إقامة المراكز والمنشآت اللازمة للبحوث الأساسية والدراسات التطبيقية، بالإضافة إلى الاستخدامات العلمية والعملية للطاقة الذرية في الأغراض السلمية. كما تعمل الهيئة على تسهيل هذه البحوث وتقديم الدعم المالي اللازم لها.
- الموارد الطبيعية: التنقيب والكشف عن الخامات ذات الأهمية في مجال الطاقة الذرية، والعمل على استخراجها، وتنظيم تصنيعها، ومعالجتها، وتداولها، واستخدامها.[3]
- الإنتاج والتنظيم: إنتاج المواد والأجهزة والمعدات الضرورية لأعمال الطاقة الذرية وبحوثها وتطبيقاتها، وتنظيم استيراد وتصدير المواد المشعة.
- السلامة والإشعاع: اتخاذ الإجراءات المناسبة للوقاية من أخطار الإشعاعات المختلفة، وضمان العلاج للمصابين بها.[4]
- التمثيل الدولي: متابعة النشاط الدولي في شؤون الطاقة الذرية بما يخدم المصالح الوطنية، ومواكبة التقدم العلمي، وتمثيل سوريا في الهيئات والاجتماعات الدولية المتعلقة بالطاقة الذرية.[5]

## أقسام الهيئة
- تكنولوجيا الإشعاع[6]
- الهندسة النووية
- الطب الإشعاعي
- البيولوجيا الجزيئية
- الكيمياء
- الفيزياء[7]
- الوقاية والأمان
- الخدمات الفنية
- الخدمات العلمية
- الجيولوجيا[8]
- الزراعة

تُسهم هذه الأقسام المتنوعة في تحقيق أهداف الهيئة في تطوير واستخدام الطاقة الذرية لأغراض سلمية في الجمهورية العربية السورية.